# Commission de propagande
La Commission de propagande est une organisation propagandiste royaliste française créée en 1920 et présidée par Charles Maurras. Elle a pour but de soutenir financièrement l'ensemble des formations de l'Action française.

## Objectif
Le but de la commission de propagande est d'apporter des subsides à ceux qui en ont besoin : les secrétariats régionaux, le Comité d’études législatives, la Main-d’œuvre civique, par exemple, qui n'ont aucune recette particulière et les formations dites de « l'action », tels que la Ligue d’Action française, les Camelots du roi ou encore l’Institut d'Action française, qui « ne disposent pas de ressources proportionnées soit à leur développement, soit à leur utilité pour la propagande. »
Mais la propagande est très onéreuse et pas seulement pour ces formations. Ainsi d’autres moyens sont utilisés à cette fin, mais restent extrêmement coûteux : l’aﬃchage, les conférences, « qui doivent être répétées pour être eﬃcaces », la mise à disposition de tracts, de brochures, des abonnements au journal quotidien qui doivent être gratuits ou à prix réduit au début.

## Organisation
Ainsi, les charges de la Commission de propagande sont considérables et pour les remplir, elle ne dispose que des ressources fournies, sous forme de dons, par la générosité des amis de l'Action française : sympathisants, militants, proches, etc. 
En 1920, le secrétariat général de la Commission de propagande se situe au 14, rue de Rome à Paris.
Les services de l’Action française sont tous représentés dans la Commission de propagande. Ainsi, son président est Charles Maurras, Paul Robain, membre des Comités directeurs de l’Action française, est le trésorier, Louis Gonnet remplit les fonctions de secrétaire général.

## Sources
- Les organisations d'Action française par Maurras.net